# Здание Исмаилия
Здание Исмаилия (азерб. İsmailiyyə binası) — здание президиума Академии наук Азербайджана. Находится в Баку на улице Истиглалият.

## История
Известный азербайджанский миллионер, нефтепромышленник, меценат конца XIX — начала XX веков Муса Нагиев в память об умершем от туберкулёза сыне Исмаиле решил построить в центре города необычный дворец. Он послал известного польского архитектора Иосифа Плошко в Италию, где тот должен был выбрать архитектурный стиль в качестве образца. В 1907 году Нагиев утвердил проект и началось строительство, которое завершилось в 1913 году. На фронтоне здания были начертаны изречения Имама Али :
Человек возвышается и достигает желаемого только своим трудом. С рождения до смерти человек должен учиться. Мусульмане! Ваш век умирает вместе с вами, готовьте своих детей к новому веку!
После торжественного открытия «Исмаилии» в его просторном белокаменном актовом зале с окнами, выходящими на Николаевскую улицу, проходили заседания членов Мусульманского благотворительного общества, собрания женщин-мусульманок, бакинской интеллигенции, съезды духовенства.
5 сентября 1914 года в здании был организован лазарет по оказанию помощи больным и раненым в результате Первой мировой войны на 100 кроватей. 
26 апреля 1917 года в здании состоялась студенческая конференция с участием народных учителей.
В период с февраля по март в 1926 года во «Дворце Исмаилии» был проведен Первый Международный конгресс мира.
В 1927 году во время съезда мусульман Кавказа, проходившего в этом здании, Шафига Эфендиева, Адиля Шахтахтинская, Айна Султанова и десятки женщин впервые присоединились к женской эмансипации в Азербайджане.
Во время мартовских событий 1918 года здание серьёзно пострадало как от пуль и снарядов, так и от пожара. В 1923 году под руководством архитектора Дубова А. Я. здание было восстановлено. Во время реставрации были удалены надписи на фасаде и по бокам. 
После восстановления «Исмаилии» в разные годы в ней размещались различные организации и учреждения: Общество исследования и изучения Азербайджана (1923—1929), Азербайджанский государственный научно-исследовательский институт (1929—1932), Археологическая комиссия, Общество тюркской культуры, Рукописный фонд, Республиканский филиал Академии наук СССР, Закавказский филиал Академии наук СССР (1932—1935), Азербайджанский филиал Национальной академии наук СССР (1933—1945). С марта 1945 года в здании функционировала Академия наук Азербайджана. 
В настоящее время в здании находится Президиум Академии наук Азербайджана.

## Местоположение
Расположенная в центре города, площадь под названием «Гапан Диби» была отведена под здание мечети. Хотя изначально планировалось построить мечеть и сад с фонтанами, окружающими мечеть, христианские священнослужители, оказавшие большое влияние в период Российской империи, и не позволили построить такую мечеть возле собора Св. Александра Невского.
Площадь, ожидая решения государственных служб, поскольку решение проблемы занимает слишком много времени, постепенно становится рынком. На площадь вывозятся продовольственные и другие товары, даже животные для продажи. Известное как «Рынок дьявола» («Şeytan bazar»), это место считалось самым населенным пунктом Баку в конце XIX — начале XX века.
В то время как Гаджи Зейналабдин Тагиев планировал устроить в данном месте школу девочек Тагиева (1898—1901), архитектор И. Гославский также подготовил проект строительства рынка, который планировали построить вместе со школой в 1898 году.
На территории площади торговцы из Шемахи, Шеки и Губы делали покупки на тротуарах. Это стало причиной загрязнения окружающей среды. В 1898 году И. Гославский по совету Городской администрации предложил идею строительства коммерчески жизнеспособного рынка в соответствии с санитарными нормами. Позже чиновники также обдумывали строительство сада на этой площади. Рассмотрев потенциал продаж на Николаевской улице, план по строительству рынка на этой территории был отложен. Бакинская городская дума считала, что центральное шоссе — не самое лучшее место для коммерции. Тем не менее, эта область была свободной в течение десяти лет до строительства Исмалии. 
В начале 1890-х годов был завершен проект строительства Николаевской улицы. Эта улица была полностью отдана под административные и общественные учреждения, такие как Городская Дума и Бюро (текущее здание Исполнительного комитета города Баку), Бакинское реальное училище (текущее месторасположение Азербайджанского государственного экономического университета), мечети и торговые линии.
В 1893 году была начата подготовка площади для строительства Джума-мечети. Мечеть было принято разместить вокруг фонтанов и бассейна в парке. Бакинские мусульмане хотели создать религиозную общину, которая воссоздает примеры знаменитых мечетей Стамбула, Тебриза, Исфахана и других восточных городов.
Место для строительства Джума-мечети 5 ноября 1896 года было отдано под строительство школы для девочек, принадлежавшей Гаджи Зейналабдину Тагиеву. 
Один из самых красивых дворцов Баку был построен согласно приказу бакинского миллионера Ага Мусы Нагиева в память о его сыне Исмаиле (1875—1902). Район, в котором расположен дворец Исмаилии, благодаря структуре улиц благоприятен для градостроительства (урбанизма). 

## Архитектура
Посещая своего сына Исмаила во время его лечения в Швейцарии и Италии, Муса Нагиев увидел Палаццо Контарини дельи Скриньи и Палаццо Контарини Корфу, построенный в готическом стиле, и у него возникло намерение построить аналогичное здание в Баку.
В 1905 году он отправил польского архитектора Плошко в Венецию, чтобы подготовить проект дворца будущего здания Исмаилли. Поскольку этот процесс требовал слишком много времени, архитектору пришлось остаться в Италии на 3 года. Архитектор представил проект венецианского здания Ага Мусы. 21 декабря 1908 года на торжественной церемонии было начато строительство здания Исмаилии. Дворец был открыт 7 апреля 1913 года. Здание построено в венецианском готическом стиле.
Ага Муса описал каменную статую у центрального входа и ангелов вокруг нее следующим образом: «Если бы Исмаил был жив, у меня было бы множество внуков, как ангелы вокруг статуи».
Во время мартовских дней в 1918 года здание пострадало. Во время восстановления слова «Намят Нагиевым» (о памяти Нагиева) были написаны прописными буквами вместо названия Исмаилия.
Камни и пластиковые детали здания были поставлены без использования штукатурки.

### Экстерьер
Архитектурная композиция фасада развивается в виде боковых ризалитов на вертикальной линии. И. Плошко часто применял этот стиль в своей работе. На фасаде не наблюдается случайных архитектурных методов и форм. Резкость горизонтальной и вертикальной частей, гармонирующих с общим архитектурным массивным составом, основана на классической закономерности.
На камне изображён мужчина римских времен. Волнистые волосы с тонкими линиями, большими глазами и плоским прямым носом покрывают лоб. Толстые губы, усы в сочетании с бородой создают образ воина, который скрыт от глаз. Его скульптурная форма гармонична с расположенными рядом рельефными элементами.

### Интерьер
Здание имеет продуманное объемно-пространственное решение. На первом этаже расположен вестибюль в длинной прямоугольной форме, затем большой вестибюль с ионными колоннами. После него расположена центральная трехмерная входная лестница. В углах башни находятся крытые иконы с лестницами. Параллельно с входной лестницей находятся служебные помещения.
Несмотря на то, что фасад здания построен в стиле венецианской готики, стиль интерьера ближе к европейской классике, которая проявляется в образцовых колоннах, охватывающих общее фойе зала.
Окна зала здания открываются на Николаевскую улицу.

## Фотографии здания

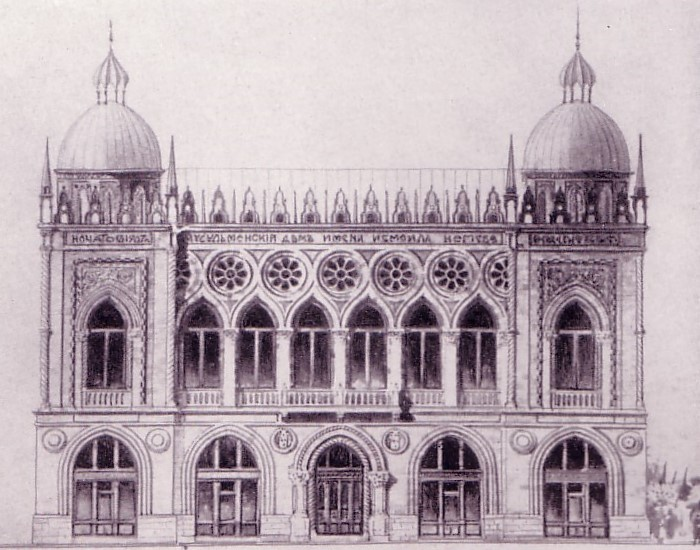
Первоначальный эскиз здания. Северный фасад
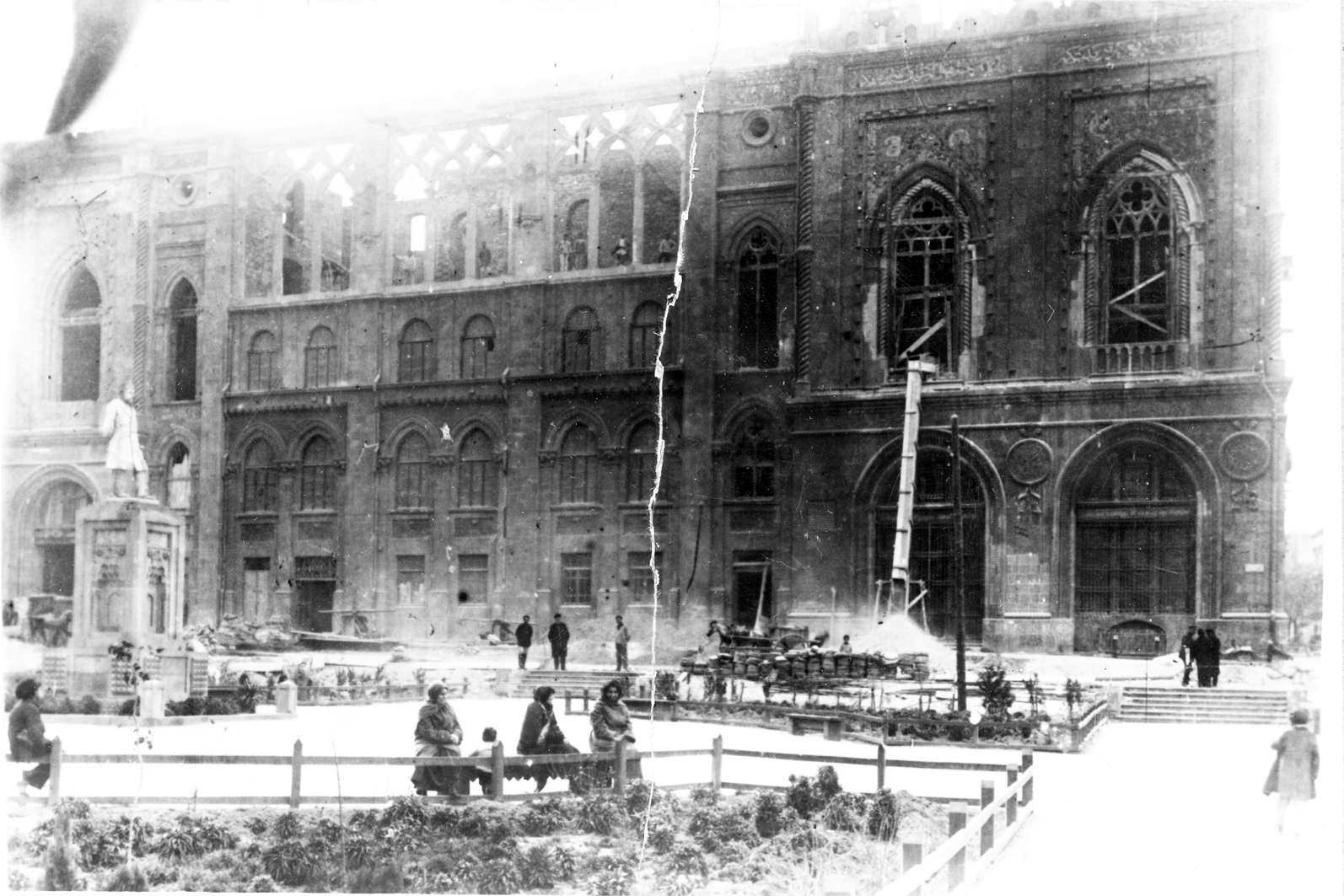
1923 год. Реконструкция здания после мартовских погромов 1918 года
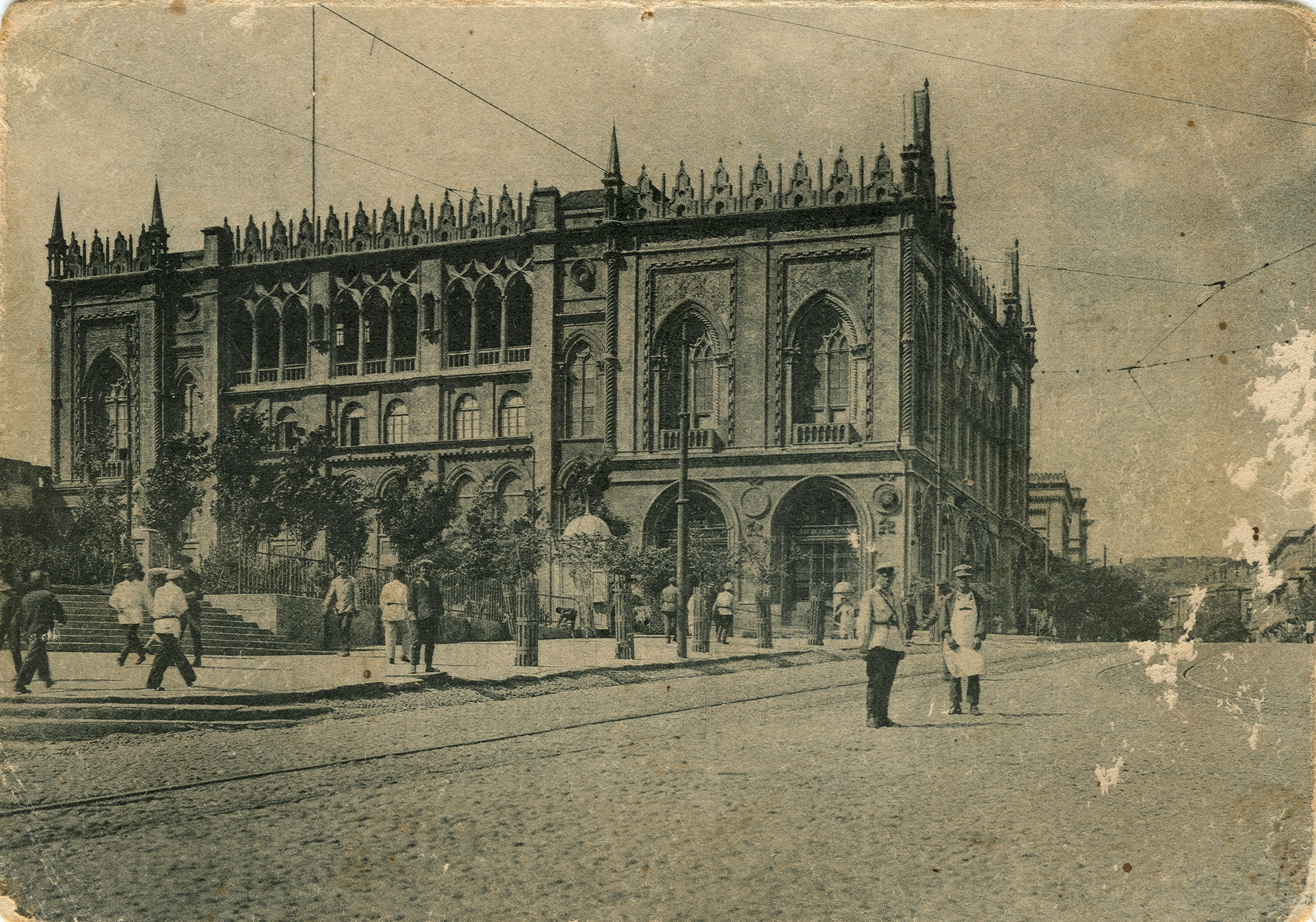
1924 год. Улица Николаевская. Восточный фасад здания после реставрации
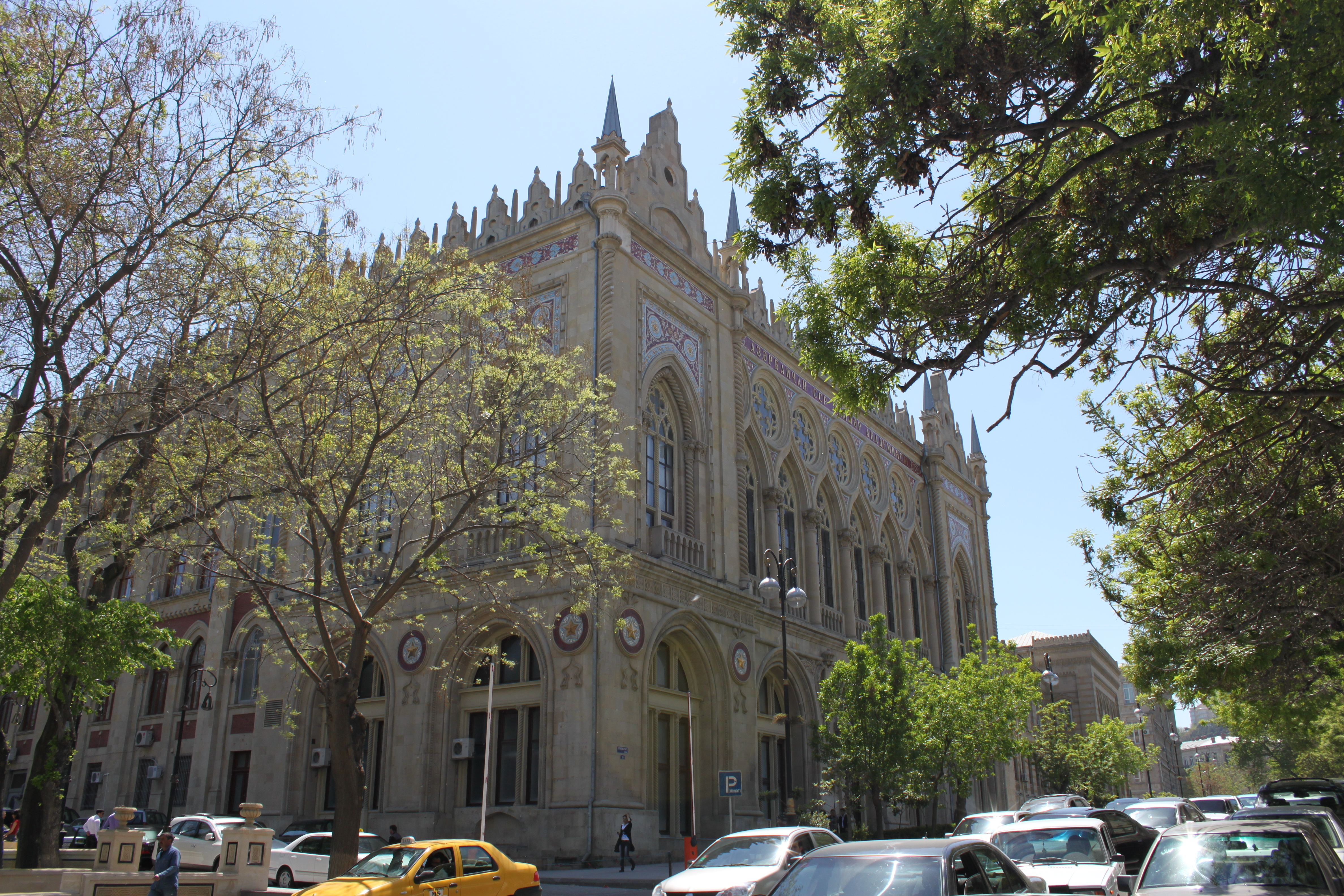
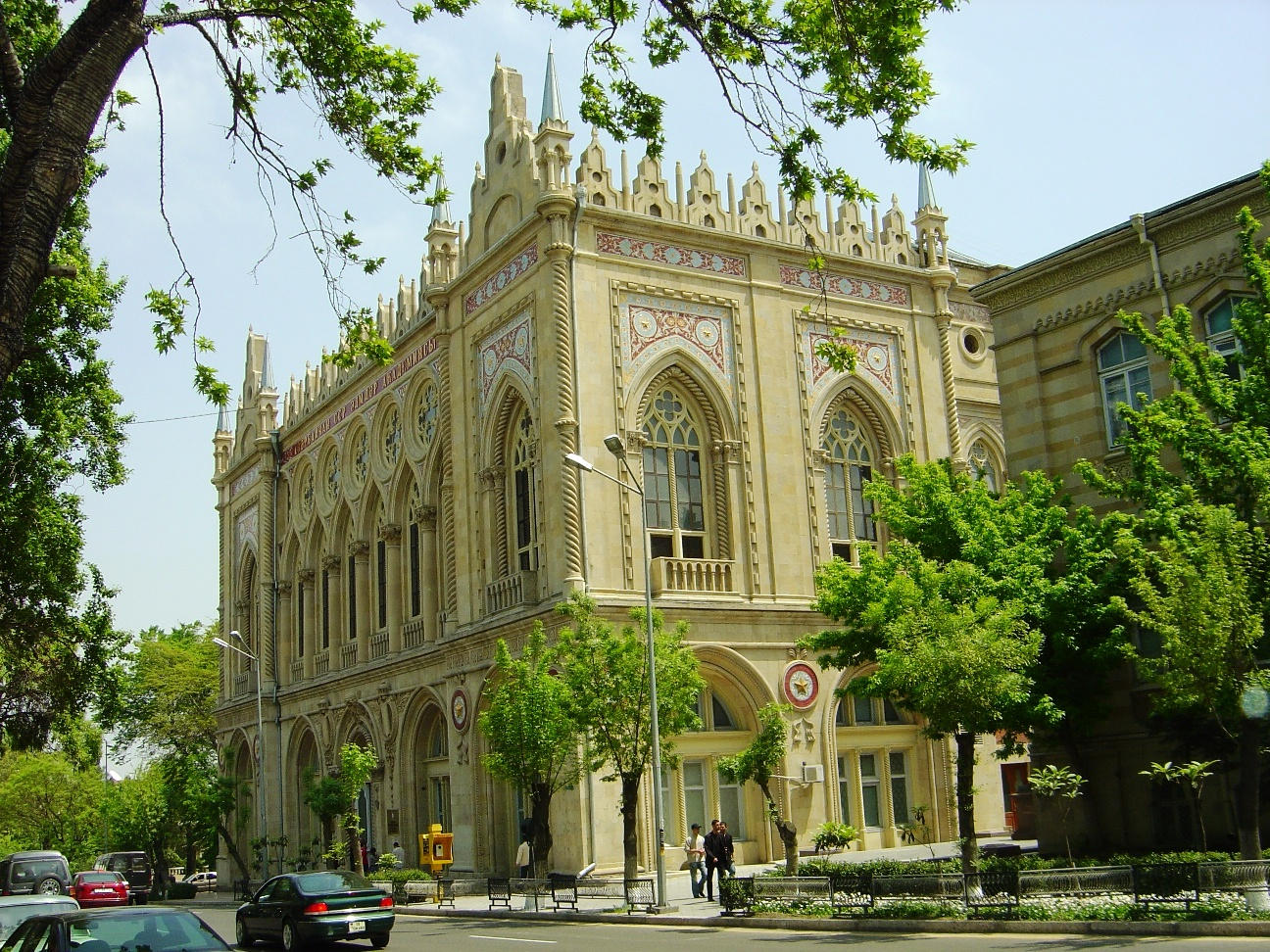
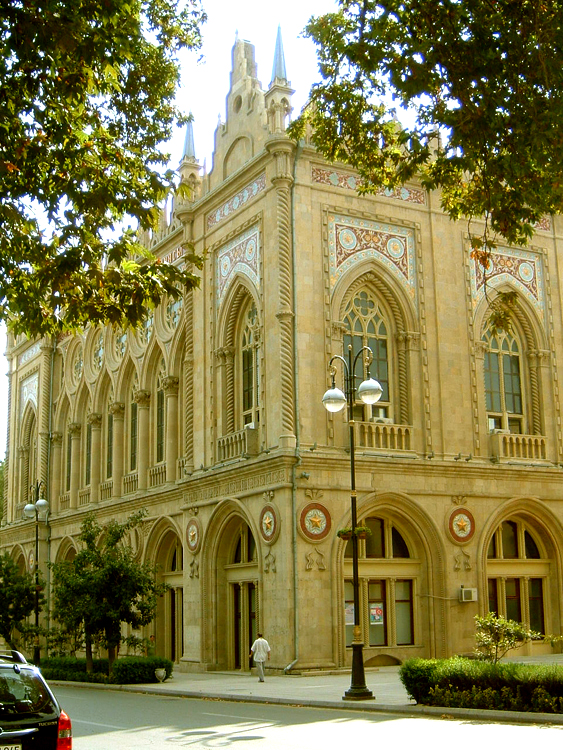
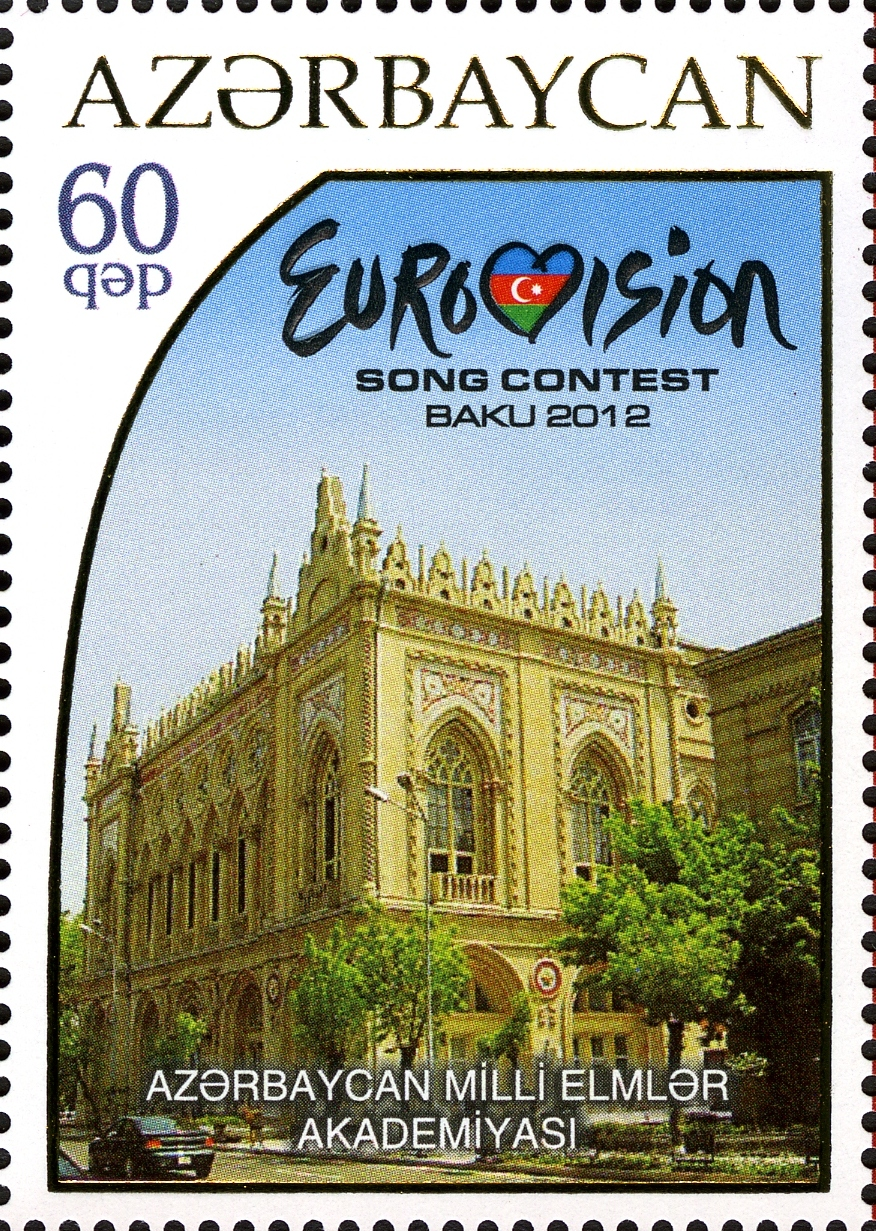
На почтовой марке Азербайджана